# Miles M.39B Libellula
M.39B Libellula (từ Libellulidae là tên một họ chuồn chuồn) là một mẫu máy bay thử nghiệm kiểu cánh trước sau, do hãng Miles Aircraft chế tạo.

## Tính năng kỹ chiến thuật (M.39B)

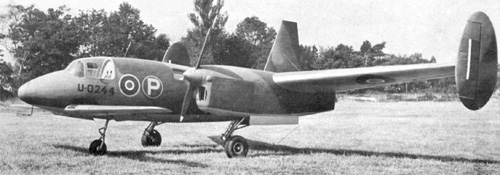
Miles M.39B Libellula

Dữ liệu lấy từ Miles aircraft since 1925
Đặc tính tổng quát
- Kíp lái: 1
- Chiều dài: 22 ft 2 in (6,76 m)
- Sải cánh: 37 ft 6 in (11,43 m) cánh sau

  - 25 ft (8 m) cánh trước
- Chiều cao: 9 ft 3 in (2,82 m)
- Diện tích cánh: 187,5 foot vuông (17,42 m2) cánh sau

  - 61,7 foot vuông (5,73 m2) cánh trước
- Tỉ số mặt cắt: 

  - Cánh trước 10.1
  - Cánh sau 7.5
- Trọng lượng rỗng: 2.405 lb (1.091 kg)
- Trọng lượng có tải: 2.800 lb (1.270 kg)
- Sức chứa nhiên liệu: 25 gal Anh (113,65 l)
- Động cơ: 2 × de Havilland Gipsy Major IC , 140 hp (100 kW)  mỗi chiếc

Hiệu suất bay
- Vận tốc cực đại: 102 mph; 89 kn (164 km/h)
- Vận tốc tắt ngưỡng: 59 mph (51 kn; 95 km/h)
- Vận tốc lên cao: 1.100 ft/min (5,6 m/s)
- Tải trên cánh: 11,2 lb/foot vuông (55 kg/m2)
- Công suất/khối lượng: 0,1 hp/lb (0,16 kW/kg)